# Hyttsill
Hyttsill är en småländsk mat- och umgängestradition som har sitt ursprung från glashyttornas storhetstid.
När glasblåsarna slutat dagens arbete kom ugnarna till användning för matberedning, och den varma omgivningen kring ugnen blev till en naturlig umgängesplats. Salt sill och potatis med skal grillades då i askhögen i kylröret där glaset tidigare legat för att svalna.
Hyttsillsmaten består först och främst av insaltad sill. Till matbordet hör även isterband, ostkaka och annan för trakten och platsen typisk mat.
Vid hyttsillen träffades arbetskamraterna efter jobbet, jägare från skogarna runt omkring och luffarna förstås. Det var inte ovanligt att 15-20 luffare samlades på trälådorna i den varma hyttan för att berätta historier och äta en bit mat. På glasbruket i Målerås finns fortfarande britsar kvar i källaren där luffarna ibland övernattade i värmen.
Hyttsill är också ett måltidsarrangemang som återfinns i nutiden omkring glasriket i Småland.